# A Little Hero
Pour l’article homonyme, voir A Little Hero (Mack Sennett, 1913).
Pour plus de détails, voir Fiche technique et Distribution.
A Little Hero est un film muet américain réalisé par Colin Campbell et sorti en 1913.

## Fiche technique
- Réalisation : Colin Campbell
- Scénario : Will E. Ellis
- Date de sortie : 
  - États-Unis : 14 février 1913

## Distribution
- Roy Clark : Bud Farral
- Frank Clark : Toc, l'éleveur
- Bessie Eyton : Mrs. Farral, la mère
- Tom Santschi : Frank Farral, le père
- William Scott : Bill Ewart, un cow-boy
- Baby Lillian Wade : Baby Ruth Farral
- Eddie James : Hal Stuart, un cow-boy